# Половець Олександр Володимирович
Олекса́ндр Володи́мирович Полове́ць (нар. 14 червня 1969, Одеса) — український актор театру та кіно.

## Життєпис
Актор - Олександр Володимирович Половець, народився 14 червня 1969 року в місті Одеса, в родині викладачів ВУЗів. Батько - Половець Володимир Іванович, 1938 року народження. Мама - Половець Людмила Олександрівна, 1940 року народження. Є син Половець Дмитро Олександрович 1996 року народження.
Навчався в Одеській школі №56. Закінчив Одеський Політехнічний Університет в 1993 році, за фахом інженер-технолог машинобудівник. Професійно займався легкою атлетикою.
Закінчив акторські курси при Одеській кіностудії, займався в каскадерської школі Володимира Жарикова.

## Роботи у кіно
- 2012 — Чай з бергамотом— хуліган. Реж. А. Полинніков
- 2013 — Шулер— офіціант Реж. Е. Паррі
- 2013 — Спецотряд Шторм— бандит Сева. Реж. В. Ібрагімов
- 2013 — Курортная полиция— бандит. Реж. С. Виноградов
- 2013 — До побачення хлопчики— офіцер викладач в арт. училище. Реж. С. Крутін
- 2014 — Везёт же людям— чиновник в театрі. Реж. А. Полинніков
- 2014 — Сын за отца— бандит. Реж. Р. Гігієнішвілі
- 2015 — Поделись счастьем своим— бандит. Реж. О. Байрак
- 2015 — Незламна— унтер-офіцер. Реж. С. Мокрицький
- 2015 — Крестная— начальник колонії. Реж. А. Полинніков
- 2017 — Ghetto Uprising - The Untold Story— Ізраїль. Головна роль — генерал-лейтенант СС Юрген Штроп
- 2017 — СуперКопи— начальник бюро. Реж. А. Богданенко
- 2018 — Коли ми вдома— лікар. Реж. М. Литвинов
- 2018 — Тайные двери— Борис Кравцов. Реж. А. Сальников і А. Титієв
- 2019 — Wataha— бандит Зайцев (ATM Grup на замовлення HBO Polska)
- 2019 — Кріпосна (телесеріал) — Начальник розшукової частини. Реж Фелікс Герчиков
- 2020 — Фортеця Хаджибей— Головна роль — генерал Морозов. Реж. К. Коновалов
- 2020 — "Шуша"— Дмитро Жучков. Реж. А. Будьонний
- 2020 — Виклик— Лісничий. Режиссёр Евгений Доронин
- 2021 — Морская полиция.Черноморск— Смотрящий Режисери Игор Гома, Дмитро Андриянов
- 2021 — Ілюзія контролю — кримінальний авторитет. Реж. V. Zankovsky
- 2022 — Щедрик— офіцер SD. Реж. О. Моргунец-Ісаєнко

## Ролі у театрі
- 2015 — «Самогубець» — п'єса Миколи Ердмана — батюшка Єлпідій. Режисер Юліана Брагіна
- 2019 — «Суд над відьмою» — Єпископ (у головній ролі з Орнеллою Муті). Реж. Енріко Марія Ламанн
- 2021 — «Карусель жіночих бажань» За розповідями Олени Андрійчикової. Реж. Надія Рибакова
- 2021 — «Мобільність» (Монолог) Моно п'єса. Режисер Ігор Волосовський